# Rutellum
"Rutellum" es el nombre pre-linneano dado a un género de un  dinosaurio saurópodo Cetiosáurido que vivió a mediados del  período Jurásico hace aproximadamente 168 a 165 millones de años, entre el Bajociano y el Bathoniense, en  en Inglaterra. La "especie tipo", "R. implicatum", fue descrita en 1699 por Edward Lhuyd, y es notable por ser la más temprana nomenclatura de un ser reconocible como un dinosaurio. Basado en un  diente recogido de Caswell, cerca de Whitney, Oxfordshire, según lo divulgado e ilustrado por Delair & Sarjeant en 2002.  "Rutellum", sin embargo es un  nomen oblitum que precede por casi 60 años al sistema de Linneo para clasificar las especies, por lo tanto no es considerado válido. 